# HMS W4
Pour les articles homonymes, voir W4.
Le HMS W4 est un sous-marin britannique de classe W construit pour la Royal Navy par Armstrong Whitworth. Sa quille est posée le 20 mars 1914, il a été lancé le 11 septembre 1915 et mis en service en juin 1916.

## Conception
La classe W est basée sur le dessin des bateaux français Schneider-Laubeuf. Seuls quatre sous-marins de classe W ont été construits entre 1913 et 1916. La conception des W3 et W4 a été fortement modifiée pour répondre aux exigences de la Royal Navy, ce qui a permis de surmonter certaines des lacunes de la conception "sur étagère". En particulier, les systèmes de lancement latéral de torpilles dits « colliers de largage Drzewiecki » ont été supprimés sur ces deux derniers sous-marins.
La classe W avait de très bonnes performances, avec un excellent contrôle de la plongée et des systèmes efficaces de ventilation et d'inondation. La classe W avait des problèmes d'habitabilité, mais à part cela, c'étaient de bons sous-marins.

## Engagements
Le W4 est le seul sous-marin de sa classe à être vendu à l’Italie avant d’avoir commencé les opérations au sein de la Royal Navy. Il est devenu opérationnel en décembre 1916, quand il a été stationné à Brindisi en tant que leader de la 3e escadrille sous-marine, sous le commandement du lieutenant de vaisseau Alessandro Giaccone. Il fut la seule unité de sa classe à avoir une utilisation intensive : il a effectué 18 missions offensives dans les eaux de Dalmatie et au large des ports de Kotor et Durrës, mais sans résultats.
Le 3 août 1917, il quitte Brindisi pour sa dix-neuvième mission, qui se fait entre le cap Mendra (nommé Rt Mendra en monténégrin, et Punta Menders en italien) et l’embouchure de la Drina en Dalmatie). Une semaine plus tard, le 10 août, l’un des pigeons voyageurs emportés par le sous-marin est rentré à son colombier. Le sous-marin devait rentrer à sa base le 16 août. Il n’a plus jamais donné de nouvelles.
Avec le W4 ont disparu son commandant, Giaccone, deux autres officiers, 6 officiers mariniers et 13 quartiers-maîtres et marins. L’enquête menée par le vice-amiral Camillo Corsi n’a rien donné. L’exploitation des archives de la kaiserliche und königliche Kriegsmarine (KuK) n’a apporté aucune information supplémentaire sur le naufrage du W4. La seule hypothèse qui pouvait être formulée était que le sous-marin avait sauté sur une mine, probablement au large de Kotor ou Durrës, le 4 août,.